# GE SL100
As locomotivas Diesel-Elétrica GE SL100 foram fabricadas pela GEVISA no Brasil para ser utilizadas como manobreiras pesada na siderúrgica Usiminas.